# Uleåborgs stift

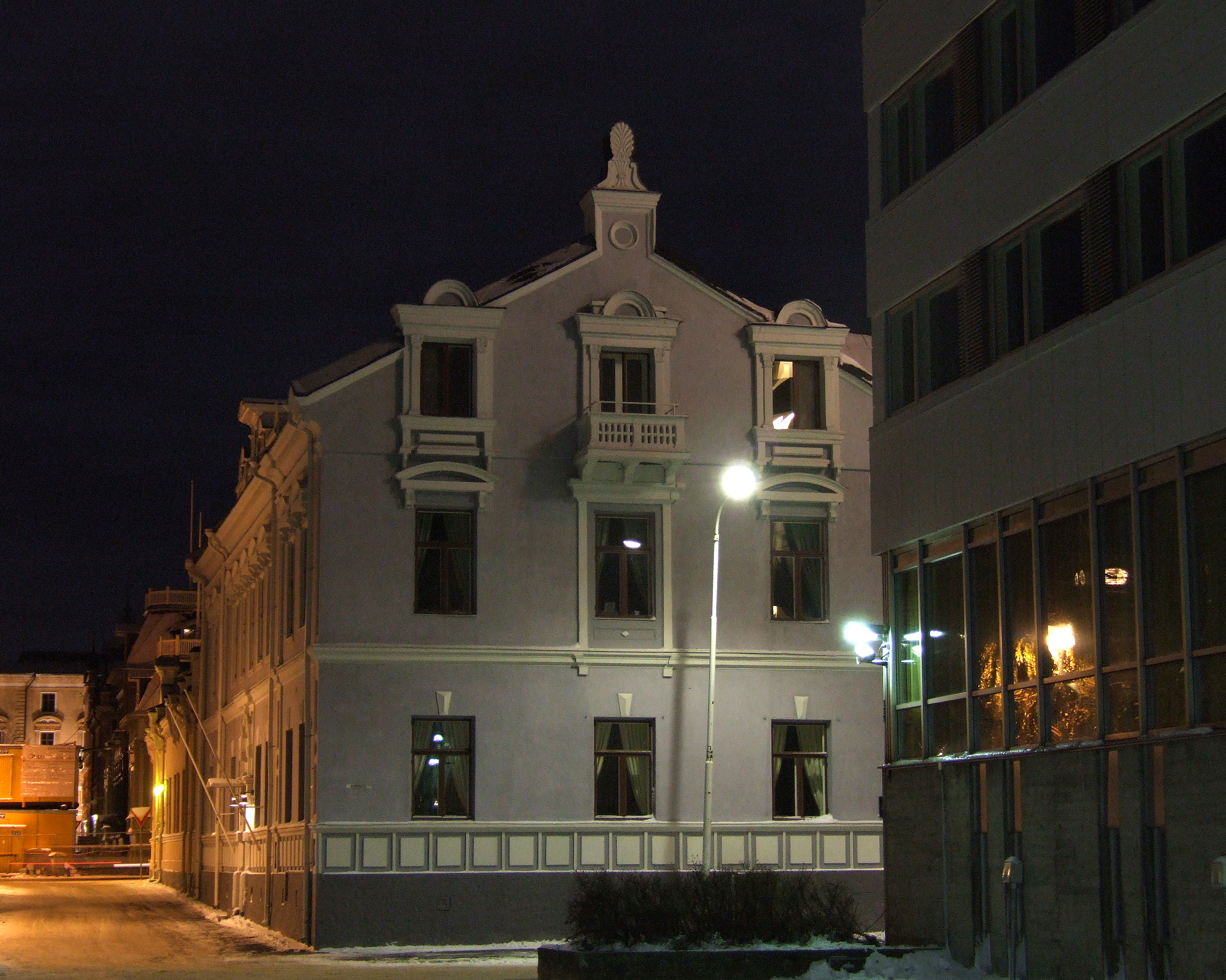
Uleåborgs domkapitels byggnad.

Uleåborgs stift är ett stift inom Evangelisk-lutherska kyrkan i Finland med Uleåborg som stiftsstad sedan år 1900, då domkapitlet i dåvarande Kuopio stift flyttades till Uleåborg. Stiftet bildades 1851 som Kuopio stift, och hette Kuopio stift ända till 1923. Stiftet omfattar i dag landskapen Norra Österbotten och Lappland. Stiftet består av 62 församlingar i 8 prosterier (2021).

## Prosterier i Uleåborgs stift
1. Domprosteriet
2. Limingo prosteri
3. Nordöstra prosteriet
4. Kalajoki prosteri
5. Karleby prosteri
6. Rovaniemi prosteri
7. Kemi-Torneå prosteri
8. Lapplands prosteri

## Biskopar i Uleåborgs stift
- Biskopar av Kuopio
  - Robert Frosterus 1851–1884
  - Gustaf Johansson 1885–1897
  - Otto Immanuel Colliander 1897–1899
- Biskopar av Uleåborg
  - Juho Koskimies 1900–1936
  - Juho Mannermaa 1936–1943
  - Yrjö Wallinmaa 1943
  - Väinö Malmivaara 1943–1954
  - Olavi Heliövaara 1954–1963
  - Leonard Pietari Tapaninen 1963–1965
  - Kaarlo Johannes Leinonen 1965–1979
  - Olavi Rimpiläinen 1979–2000
  - Samuel Salmi 2001–2018
  - Jukka Keskitalo 2018-

## Externa länkar

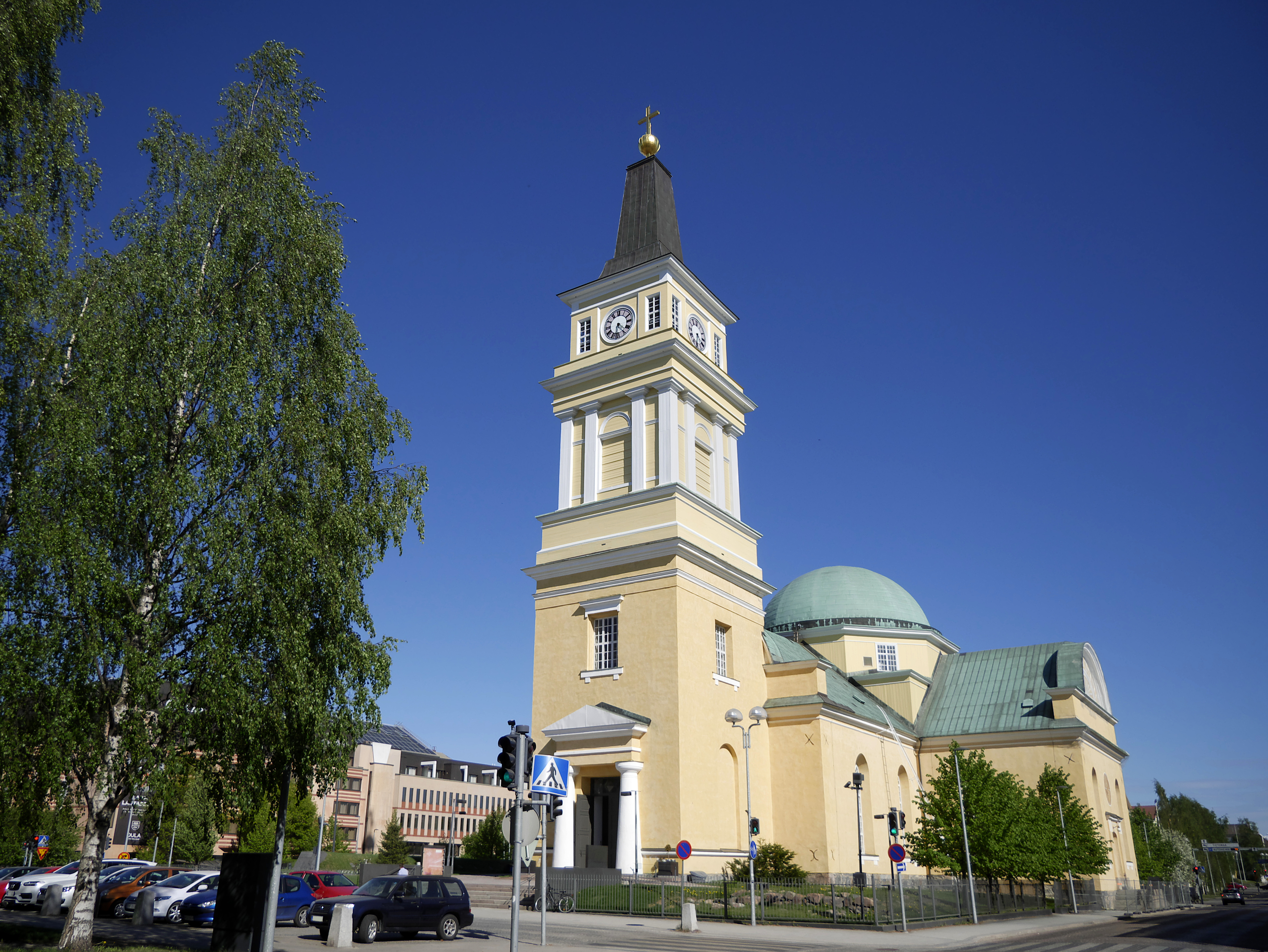
Uleåborgs domkyrka